# Paulo Nunes de Almeida
José Paulo Sá Fernandes Nunes de Almeida GCME (Porto, 24 de Março de 1959 - Porto, 4 de Julho de 2019) foi um empresário e economista português.

## Biografia

### Nascimento e formação
Nasceu na cidade do Porto em 24 de Março de 1959. Licenciou-se em economia pela Universidade do Porto.

### Carreira profissional
Começou a sua carreira em 1982, no Banco Português do Atlântico, onde permaneceu durante cerca de dois anos. Fundou em seguida a sua primeira companhia, que prestava serviços financeiros, tendo continuado desde então a trabalhar na área das empresas, principalmente na moda e dos têxteis. Também esteve unido a outros temas, como a cultura, a solidariedade social, o desporto e os direitos dos consumidores.
Em 1986, foi um dos fundadores da Associação Nacional de Jovens Empresários, onde também exerceu como vice-presidente durante cerca de dez anos, tendo então ascendido ao cargo de presidente da Mesa da Assembleia Geral, que deixou em 2002. Também fez parte do Conselho Económico e Social entre 1996 e 2000. Posteriormente, foi um dos directores da Associação Comercial do Porto e da Associação Têxtil e Vestuário de Portugal, entidade onde desempenhou os cargos de presidente da direcção e do conselho fiscal.
Trabalhou durante cerca de seis anos como vice-presidente da Associação Empresarial de Portugal, onde ascendeu em 2014 a presidente, função que ocupou até ao seu falecimento. Destacou-se por ter desenvolvido aquela entidade, que estava a passar por graves dificuldades no início do seu mandato, tendo-se tornado num dos principais suportes ao fomento da economia portuguesa. Em Agosto de 2010, tornou-se o primeiro presidente da Fundação da Associação Empresarial de Portugal, posição que deixou em 1 Abril de 2019.
Era cronista do Jornal de Notícias e do suplemento Dinheiro Vivo. A sua carreira empresarial também esteve ligada ao futebol, tendo sido vice-presidente do Sport Club do Porto, e presidente do Conselho Fiscal do Futebol Clube do Porto e da Sociedade Anónima Desportiva daquele clube em 2008.

### Falecimento e família
Faleceu em 4 de Julho de 2019, aos 60 anos de idade, na cidade do Porto, vítima de uma doença prolongada. O funeral foi feito no dia seguinte, na  Igreja de Santo António das Antas. Teve um filho e uma filha.

## Homenagens
Na sequência do seu falecimento, foi homenageado pelo Presidente da República, Marcelo Rebelo de Sousa, pelo Ministro do Trabalho, José António Vieira da Silva, e pelo Ministro Adjunto e da Economia, Pedro Siza Vieira. Também foi recordado por Bruno Bobone, presidente da Câmara de Comércio e Indústria Portuguesa, que realçou o seu papel no desenvolvimento do associativismo nacional.
Em 15 de Maio de 2019, recebeu a grã-cruz da Ordem de Mérito Industrial. Esta homenagem foi feita no âmbito da comemoração dos 170 anos da Associação Empresarial de Portugal, tendo recebido o prémio pelos seus esforços na defesa das empresas e da economia portuguesa. Foi homenageado igualmente com a Medalha de Honra e o Prémio Carreira da Associação Nacional de Jovens Empresários, o Prémio Carreira da Fashion TV, a Medalha de Honra da Associação Têxtil e de Vestuário de Portugal, a Medalha de Ouro da Associação Comercial do Porto, o Dragão de Ouro do Futebol Clube do Porto, como dirigente do ano entre 2011 e 2012, e foi associado honorífico da Associação do Corpo Consular do Porto.